# Тигхелар, Сиппи
Сиппи Тигхелар (нидерл. Sippie Tigchelaar; род. 11 июля 1952 года в Франекере, Нидерланды) — нидерландская конькобежка, участница зимних Олимпийских игр 1972 года, экс-рекордсменка мира на дистанции 3000 м, чемпионка и 2-кратная призёр чемпионата Нидерландов.

## Биография
Сиппи Тигхелар родилась в городе Франекер, а когда ей исполнилось полгода, её родители переехали в общину Нордостполдер, и поселились в деревне Толлебек. Сиппи росла активной девочкой и любила гулять на свежем воздухе. Отец учил её в раннем возрасте кататься на коньках в деревне, и также часто она ездила на велосипеде в школу. В возрасте 15 лет Сиппи стала членом ледового клуба в Эммелорде и несколько раз в неделю ездила тренироваться на каток в Херенвене.
С 1969 года участвовала на чемпионате Нидерландов среди юниоров, и уже через год заняла 2-е место в многоборье. С 1971 года стала выступать на чемпионате Нидерландов на взрослом уровне. В 1972 году Сиппи участвовала на зимних Олимпийских играх в Саппоро, где заняла 4-е место в забеге на 3000 м. В январе 1973 года она стала бронзовым призёром чемпионата Нидерландов в абсолютном зачёте и в феврале на спринтерском чемпионате мира заняла 23-е место. На дебютном чемпионате Европы в Брондбю заняла 11-е место в сумме многоборья, а на чемпионате мира в классическом многоборье поднялась на 5-е место, при этом стала первой в забеге на 3000 м. 
В 1974 году на чемпионате Нидерландов стала 2-й в многоборье и на чемпионате Европы заняла 9-е место. В феврале заняла 22-е место на спринтерском чемпионате мира и 6-е место на чемпионате мира в классическом многоборье. В 1975 году Сиппи стала чемпионкой Нидерландов в абсолютном зачёте и на чемпионате мира в классическом многоборье финишировала 7-й, выиграв малую золотую медаль в беге на 3000 м и установив мировой рекорд с результатом  4:41,01 сек. 
В том же году она установила все свои личные рекорды. Но у неё начались проблемы с тренером основной команды Герардом Марсе, который даже отсутствовал на мировом первенстве. Он делал вещи, которые она не выносила. Затем в "KNSB" решили, что просто разорвут контракт с ней, который действовал до игр 76-го года. Сиппи Тигхелар подала иск против Ассоциации конькобежцев и выиграла его, но вся эта суета сорвала её подготовку к национальному чемпионату и Олимпиаде 1976 года. Кроме того, ей пришлось уйти из основной команды, и у неё не было тренера. Тогда же завершила карьеру.

## Личная жизнь и работа
Сиппи ещё во время спортивной карьеры завершила своё обучение креативной терапии и с 1973 по 1975 год работала психотерапевтом. С 1975 по 1979 год обучалась в Агогической Академии Фрисландии в области социальной работы. В 1977 году её пригласили на радио и просили рассказать о соревнованиях по конькобежному спорту в качестве второго комментатора. В настоящее время она также делает программы для "Radio Noord". Она прошла национальный курс фризского языка, научилась говорить по-фризски, и когда поступает запрос от "Radio Fryslân", работает на телекомпанию. Она постоянный репортёр "the skating" и, кроме того, ведёт культурные и углубленные программы. 
Кроме того она любит путешествовать и посетила 11 городов с экскурсиями. Помимо работы на радио, она работает тренером по конькобежному спорту в Ассоциации конькобежцев в Рюттене и помогает своему мужу в ветеринарной клинике. Сиппи также входит в Наблюдательный совет "Rabobank" и с 2007 года в правление KNSB. После 37 лет работы в "Omrop Fryslân" она уволилась со своей постоянной работы и с 2015 года продолжает работать фрилансером. В 2010 году окончила Университет Гронингена на факультете психологии. Она обучалась в Академии образа жизни и здоровья  на "тренера по стилю жизни" и с 2020 года работает в его качестве.  Недавно опубликовала книгу о жёнах шкиперов, и уже много лет является членом правления фонда "Foar De Neiteam foundation", который занимается регистрацией, документированием и передачей исторических данных о шкиперах.

## Награды
- 2012 год - награждена Королевской наградой как кавалер ордена Оранского-Нассау.[9]